# Vicente González Moreno
Vicente González Moreno (Cadis, 9 de desembre de 1778 - Urdazubi Navarra, 6 de setembre de 1839) fou un militar espanyol.
Quan era governador militar de Màlaga el 1831, descobrí la conspiració del general José Maria Torrijos i Uriarte, el qual prengué amb traïdoria i per ordre reial feu afusellar al costat d'altres revoltats. Per aquests fets arrossegà el mot d'el botxí de Màlaga.
Era un ardent absolutista i el juliol de 1835 aconseguí el comandament de l'exèrcit carlista succeint Francisco Benito Eraso, qui havia estat nomenat a la mort de Tomás de Zumalacárregui durant el setge de Bilbao, i en octubre del mateix any rellevat per Nazario Egia.
Comandà juntament amb l'Infant Sebastià les columnes de l'Expedició Reial el 1837 i finalment fou assassinat quan intentava passar a França per uns voluntaris carlins que es revoltaren i li donaren mort a cops de baioneta.